# Mintimer Sjajmiejev

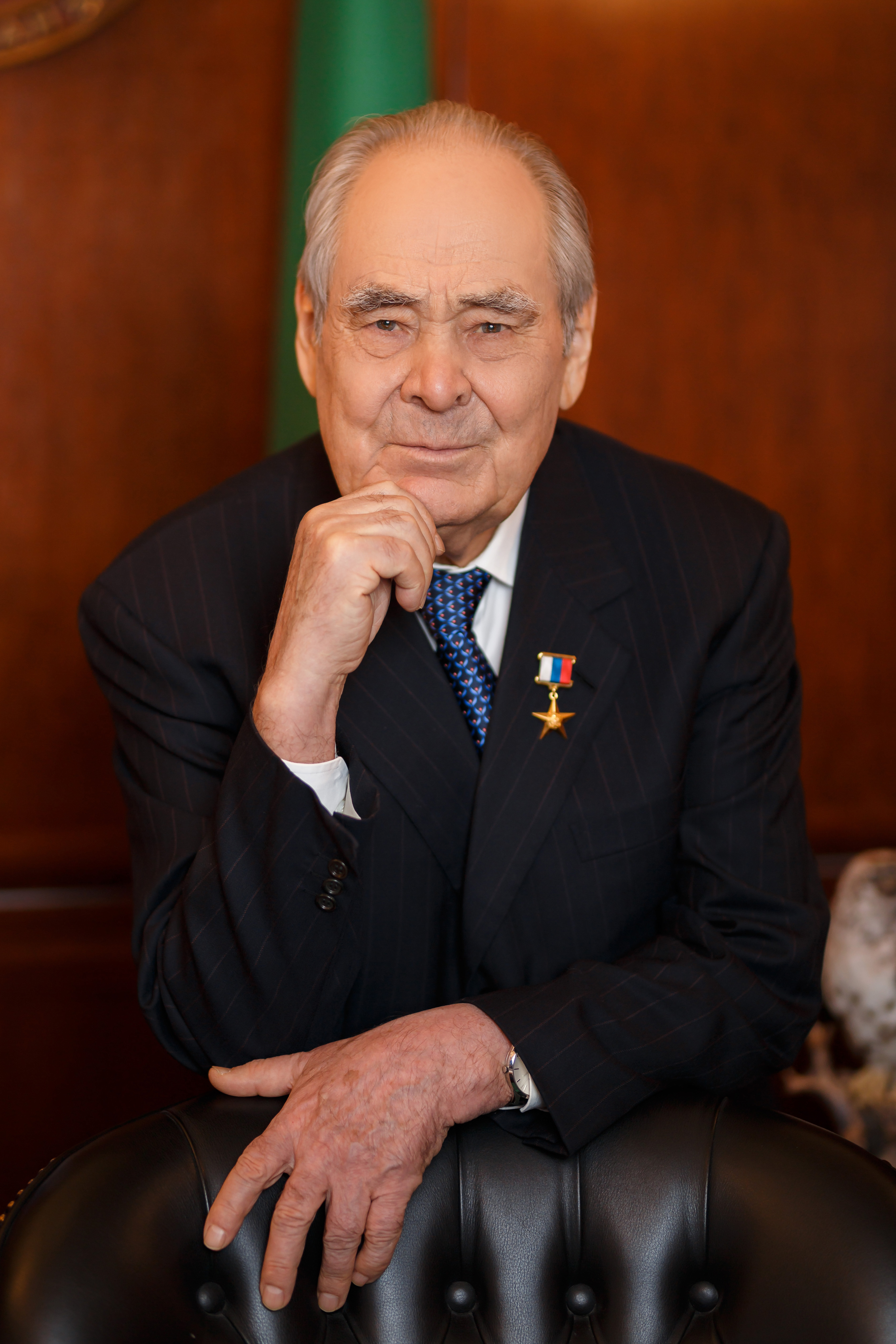
Mintimer Sjajmiejev (2019)

Mintimer Sjaripovitsj Sjajmiejev (Tataars: Минтимер Шәрип улы Шәймиев; Mintimer Şärip ulı Şäymiev, Russisch: Минтимер Шарипович Шаймиев) (Anjakovo, Tatarstan, 20 januari 1937) is een Tataars-Russische politicus. Gedurende de jaren 1991–2010 was hij president van de Russische autonome deelrepubliek Tatarije (Tatarstan) en werd in dit tijd gezien als een van de machtigste regionale politici van het land.

## Leven
Sjajmiejev werd geboren in een Tataarse boerenfamilie in het dorpje Anjakovo in het district Aktanysjski van de Tataarse ASSR (Russische SFSR van de Sovjet-Unie). Nadat hij zijn school had afgemaakt in 1954, startte hij met een studie aan de technische afdeling van het Landbouwinstituut in de Tataarse hoofdstad Kazan. Nadat hij deze studie had afgerond in 1959, werkte hij in de mechanisatie en landbouw.
In 1969 startte hij met zijn politieke loopbaan, toen hij werd benoemd tot minister van verbeteringsplannen en watermanagement van de Tataarse ASSR. In 1983 was hij korte tijd interim-voorzitter van de ministerraad van de Tataarse ASSR en in hetzelfde jaar werd hij benoemd tot een van de secretarissen van de Tataarse afdeling van de CPSU. In 1985 werd hij aangesteld tot ministerraadsvoorzitter van de Tataarse ASSR. Van 1989 tot 1990 was hij eerste secretaris van de CPSU van de Tataarse ASSR. In 1990 werd hij benoemd tot voorzitter van de Tataarse Opperste Sovjet. In die tijd verklaarde Tatarije zich een soevereine staat. 
Op 12 juni 1991, midden in de periode van het uiteenvallen van de Sovjet-Unie, werd Sjajmiejev door de bevolking van Tatarije verkozen tot de eerste president. Op 24 maart 1996 en 25 maart 2001 werd hij herverkozen, waarna hij, als gevolg van een nieuwe wet van president Vladimir Poetin, die bepaalde dat regionale leiders voortaan door hem worden benoemd, op 25 maart 2005 (opnieuw) werd benoemd en door de Tataarse Doema aangesteld als president. In 2010 kondigde hij aan niet beschikbaar te zijn voor een vijfde termijn als president. Op 25 maart van dat jaar werd hij opgevolgd door Roestam Minnichanov.
Van 1994 tot 2001 was hij afgevaardigde voor Tatarije in de Federatieraad van Rusland. Op 1 december 2001 werd hij een van de plaatsvervangende voorzitters van de  – mede door hemzelf opgerichte – Russische politieke partij Verenigd Rusland.